# 니시즈미촌
니시즈미촌(西隅村)은 시마네현 나카군에 있던 촌이다. 현재의 하마다시의 일부에 해당한다.

## 역사
- 1889년 4월 1일 - 정촌제 시행에 의해 나카군 니시즈미촌이 성립하였다.
- 1927년 4월 1일 - 미스미촌촌과 합병해 미스미정이 신설하여 페지되었다.

## 참고문헌
- 角川日本地名大辞典 32 島根県
- 『市町村名変遷辞典』東京堂出版、1990年。